# Noxilo
Noxilo (Japanese: ノシロ語 [noshilo-go]) è una lingua artificiale destinata ad essere una lingua ausiliaria internazionale, creata da Mizta Sentaro.
Nel 1997, egli pubblicò un libro in cui abbozzò la lingua e lo pubblicò su internet. Egli sostiene che è stato creato per affrontare i presunti problemi di alcune lingue costruite, tra cui vi è quello che le lingue artificiali si basano soprattutto su lingue europee, sul razzismo, sull'antisemitismo e sul sessismo.

## Fonti dei vocaboli
Le parole del Noxilo sono basate su parole tratte da molte lingue: Inglese, Arabo, Cinese, Francese, Giapponese, Coreano ecc. Mizta Sentaro afferma che questo la rende più equa per chi parla le diverse lingue che esistono al mondo, e vuole imparare il Noxilo.
| Numero  | Grafia | Pronuncia | Origine    |
| ------- | ------ | --------- | ---------- |
| 0       | XUNyA  | [SxU-nja] | Sanscrito  |
| 1       | II     | [I]       | Cinese     |
| 2       | NI     | [ni]      | Giapponese |
| 3       | SAM    | [sam]     | Coreano    |
| 4       | SII    | [SI]      | Thai       |
| 5       | LIMA   | [lima]    | Malese     |
| 6       | ZEKS   | [zeks]    | Tedesco    |
| 7       | SABAA  | [sa-BA]   | Arabo      |
| 8       | WIT    | [uit]     | Francese   |
| 9       | KOO    | [KO]      | Birmano    |
| 10      | TIO    | [tio]     | Svedese    |
| 100     | STO    | [sto]     | Russo      |
| 1 000   | MILA   | [mila]    | Italiano   |
| 10 000  | MAn    | [man]     | Cinese     |
| 100 000 | OK     | [ok]      | Coreano    |
| 1 000   | QO     | [cho]     | Coreano    |
| 10 000  | KyOn   | [kjon]    | Coreano    |

## Grammatica
Il Noxilo usa sia l'ordine Soggetto Oggetto Verbo sia il Soggetto Verbo Oggetto.
È stato stabilito così in modo da permettere a coloro che parlano le lingue più diverse di poter usare un ordine della frase che sia più familiare e più vicino alla lingua madre.

## Pronuncia
- j si pronuncia come la y inglese
- q si pronuncia c
- w si pronuncia u
- x si pronuncia s
- y si pronuncia  j